# Benedetto Magni
Benedetto Magni (Ravenna, ca. 1574 -1637) fou un organista i compositor italià del Renaixement. Fou organista de la catedral de la seva ciutat nativa, i deixà les composicions Concerti o Motetti a 1. 2.3. e 4. voci, con basso continuo (Venècia, 1612); Madrigali a cinquè voci (Venècia, 1613); Concerti o Motetti a 1. 2. 3. 4 e 8 voci (Venècia, 1616); i Messe concertante a otto voci.